# The Bobbettes

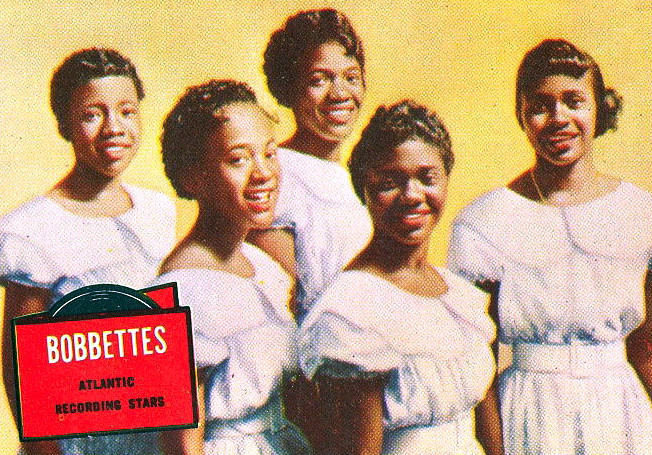
Le groupe The Bobbettes en 1957.

The Bobbettes est un groupe américain de R&B formé en 1956 à New York. Le groupe est connu pour être un des premiers groupes vocaux féminins à rencontrer le succès, avec Mr. Lee en 1957, ce qui est d'autant plus remarquable que ses membres étaient alors âgées de 11 à 14 ans et qu'elles avaient également écrit et composé la chanson.

## Membres
Toutes les membres chantent.
- Emma Pought (née en 1942)
- Laura Webb (née en 1943 et morte en 2001)
- Helen Gathers (née en 1944 et morte en 2011)
- Reather Dixon (née en 1945 et morte en 2014),
- Jannie Pought (née en 1945 et morte en 1980).